# Carteolol
Carteolol is een geneesmiddel behorend tot de bètablokkers. Het is sinds 1980 op de markt. Het wordt verkocht als oogdruppels, en op recept voorgeschreven voor de behandeling van glaucoom: carteolol verlaagt de druk in het oog.
Merknamen zijn onder andere Arteoptic (Chauvin Benelux), Carteabak (Laboratoires Théa) en Teoptic (Novartis). Carteolol is daarin aanwezig als het zout carteololhydrochloride.
Een tweede ATC code van carteolol is S01ED05.